# جيدوفور كينيتشوكو أشوفوسي
جيدوفور كينيتشوكو أشوفوسي (بالإنجليزية: Jideofor Kenechukwu Achufusi)‏ (مواليد 17 أكتوبر 1991)، هُو مُمثل فرنسي.